# Bistum Allerheiligste Dreifaltigkeit zu Almaty
Das Bistum Allerheiligste Dreifaltigkeit zu Almaty (lat.: Dioecesis Sanctissimae Trinitatis in Almata) ist ein römisch-katholisches Bistum mit Sitz in Almaty in Kasachstan. 

## Geschichte
Vorläufer des Bistums Allerheiligste Dreifaltigkeit zu Almaty ist die am 1. Juli 1999 durch Papst Johannes Paul II. mit der Bulle Ad aptius consulendum gegründete Apostolische Administratur Almaty. P. Henry Theophilus Howaniec OFM wurde zum ersten Administrator ernannt und am 15. Oktober 2000 in Almaty zum Bischof geweiht. Am 17. Mai 2003 wurde die Administratur mit der Bulle Dilectae Almatensis zum Bistum erhoben. Das Bistum ist ein Suffragan des Erzbistums der Allerheiligsten Jungfrau Maria zu Astana.